# Szkoła Wojenna w Gdańsku
Szkoła Wojenna w Gdańsku (niem. Kriegsschule) – dawna niemiecka szkoła wojskowa w Gdańsku, która funkcjonowała w latach 1893-1919.

## Historia szkoły
Szkoła powstała w budynku dawnych koszar batalionu pionierów (saperów), których jednostka została dyslokowana w 1890 r. do Królewca. Nauka obejmowała kursy oficerskie, kończące się uzyskaniem patentu na oficera oraz kursy doszkalające dla oficerów. Podstawowy kurs trwał 35 tygodni i obejmował zajęcia teoretyczne oraz praktyczne. Jednocześnie naukę pobierało ponad 100 osób. Szkoła posiadała ujeżdżalnię, plac do jazdy konnej, krytą halę do ćwiczeń i szermierki. Uczelnia istniała do 1919 r. w którym nastąpiła jej likwidacja w związku z demilitaryzacją obszaru Wolnego Miasta Gdańsk. Szkołę ukończyło 3,5 tysiąca absolwentów.

### Znani absolwenci
- Erwin Rommel (1912)[1] – feldmarszałek niemiecki z czasów II wojny światowej, dowódca Afrika Korps.
- Lothar von Richthofen (1914)[1] – niemiecki pilot, as myśliwski czasów I wojny światowej, brat Manfreda von Richthofena.

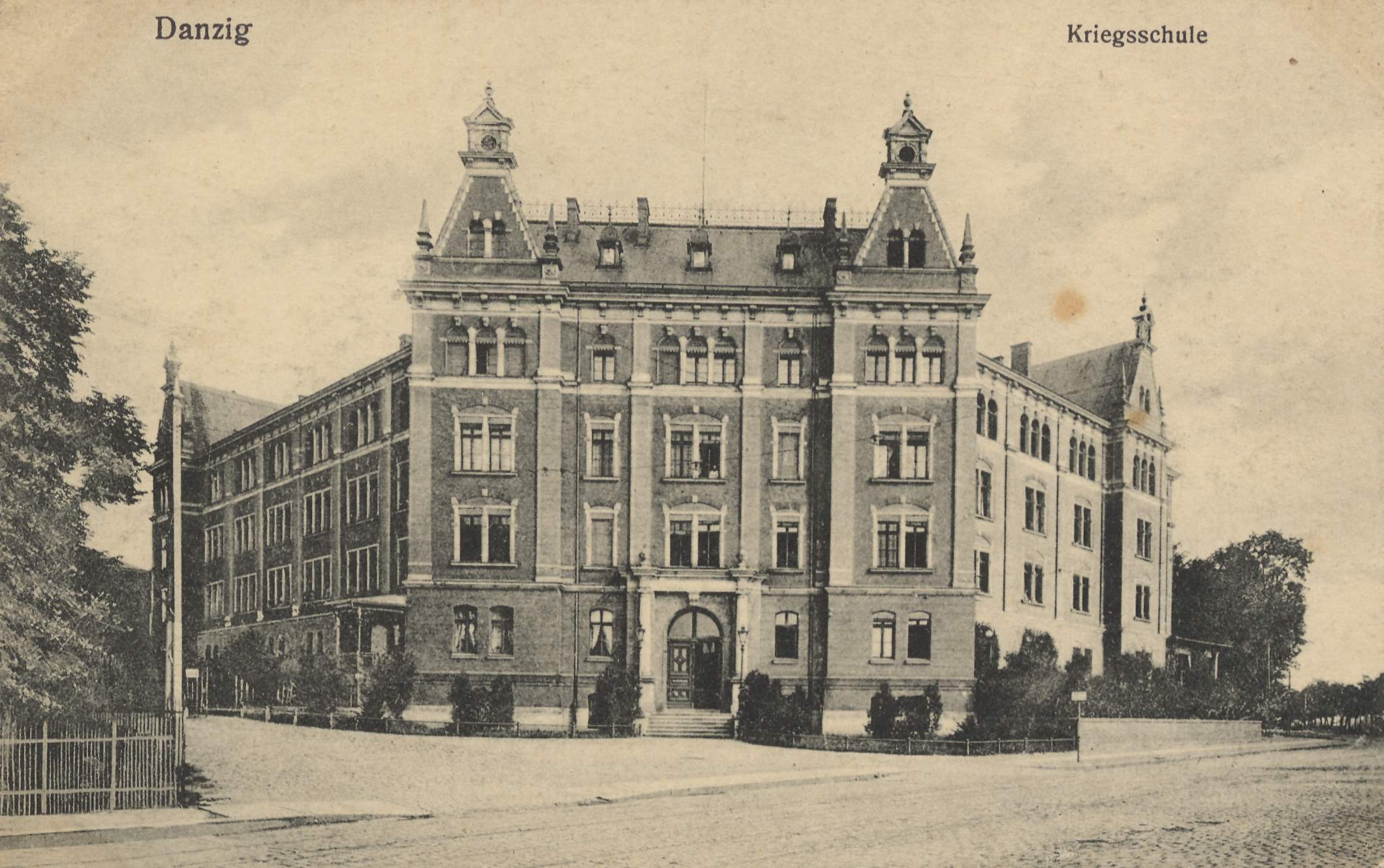
Budynek szkoły ok. 1900 r.

## Budynek
Budynek Szkoły Wojennej znajduje się w Śródmieściu Gdańska, na Grodzisku, przy ul. 3 Maja 9. Zbudowany został w 1884 roku, na terenie dawnego cmentarza, jako koszary pionierów. Budynek w stylu historycznym, nawiązującym do budynków gdańskiego manieryzmu, nazywanego wówczas „północnoniemieckim renesansem”. Gmach został nadbudowany o jedno piętro i poddasze w momencie uruchomienia szkoły. Od momentu likwidacji szkoły w 1919, do dziś, budynek mieści urzędy. Do czasów współczesnych nie zachowały się inne budynki szkoły poza gmachem głównym. Wpisany jest do gminnej ewidencji zabytków.